# Marumba
Marumba is een geslacht van vlinders uit de onderfamilie Smerinthinae van de familie pijlstaarten (Sphingidae).

## Soorten
- M. amboinicus (C. Felder, 1861)
- M. andamana Moore, 1877
- M. bengalensis Hampson, 1912
- M. cristata (Butler, 1875)
- M. decoratus (Moore, 1872)
- M. diehli Roesler & Kuppers, 1975
- M. dyras (Francis Walker, 1856)
- M. fenzelii Mell, 1937
- M. gaschkewitschii (Bremer & Grey, 1853)
- M. indicus (Walker, 1856)
- M. jankowskii (Oberthur, 1880)
- M. juvencus Rothschild & Jordan, 1912
- M. maackii (Bremer, 1861)
- M. nympha (Rothschild & Jordan, 1903)
- M. ochreata Mell, 1935
- M. omeii Clark, 1936
- M. poliotis Hampson, 1907
- M. quercus Denis & Schiffermüller, 1775 – Eikenpijlstaart
- M. saishiuana Okamoto, 1924
- M. spectabilis (Butler, 1875)
- M. sperchius (Menetries, 1857)
- M. tigrina Gehlen, 1936
- M. timora (Rothschild & Jordan, 1903)

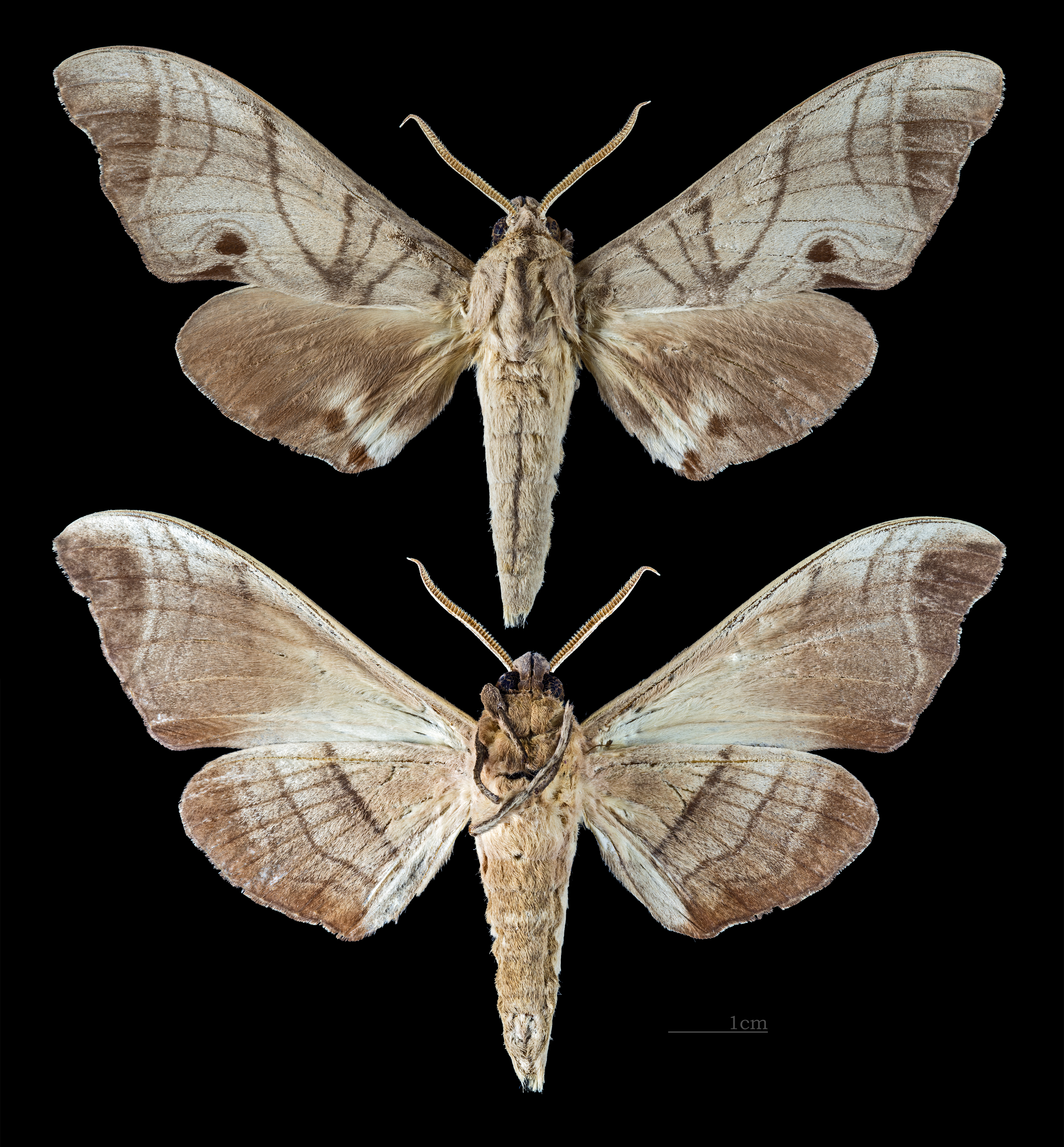
Marumba amboinicus
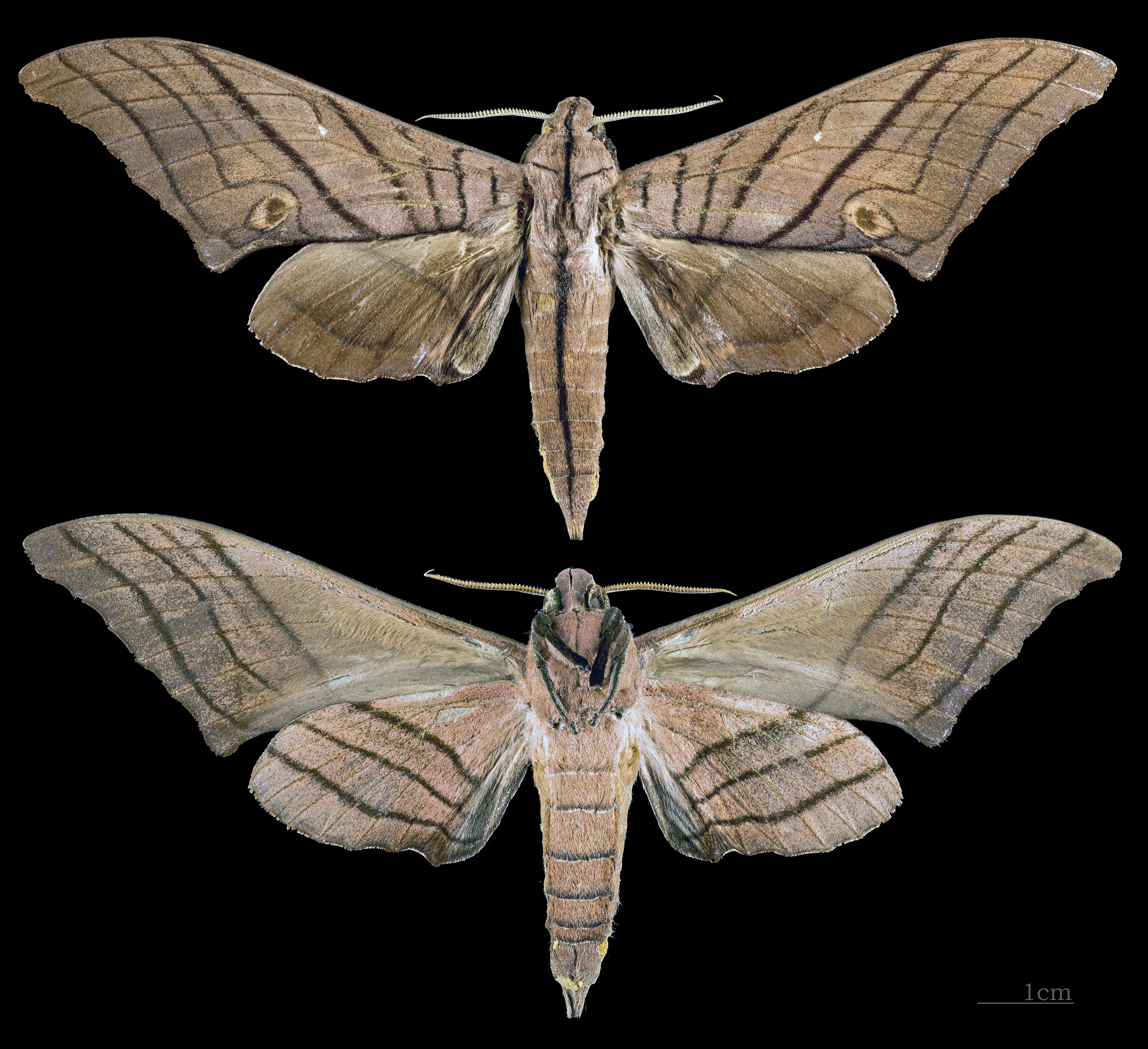
Marumba cristata
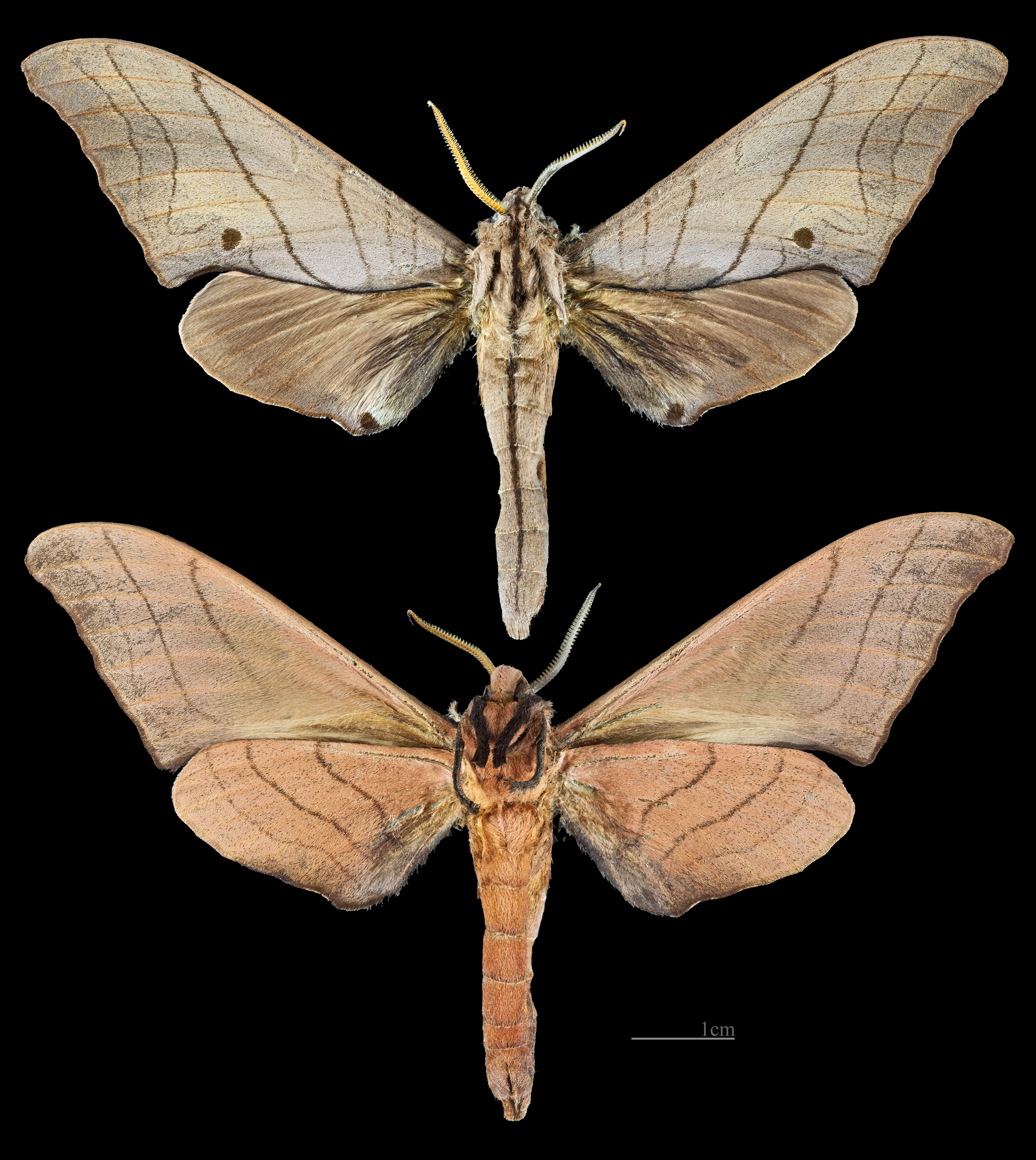
Marumba diehli
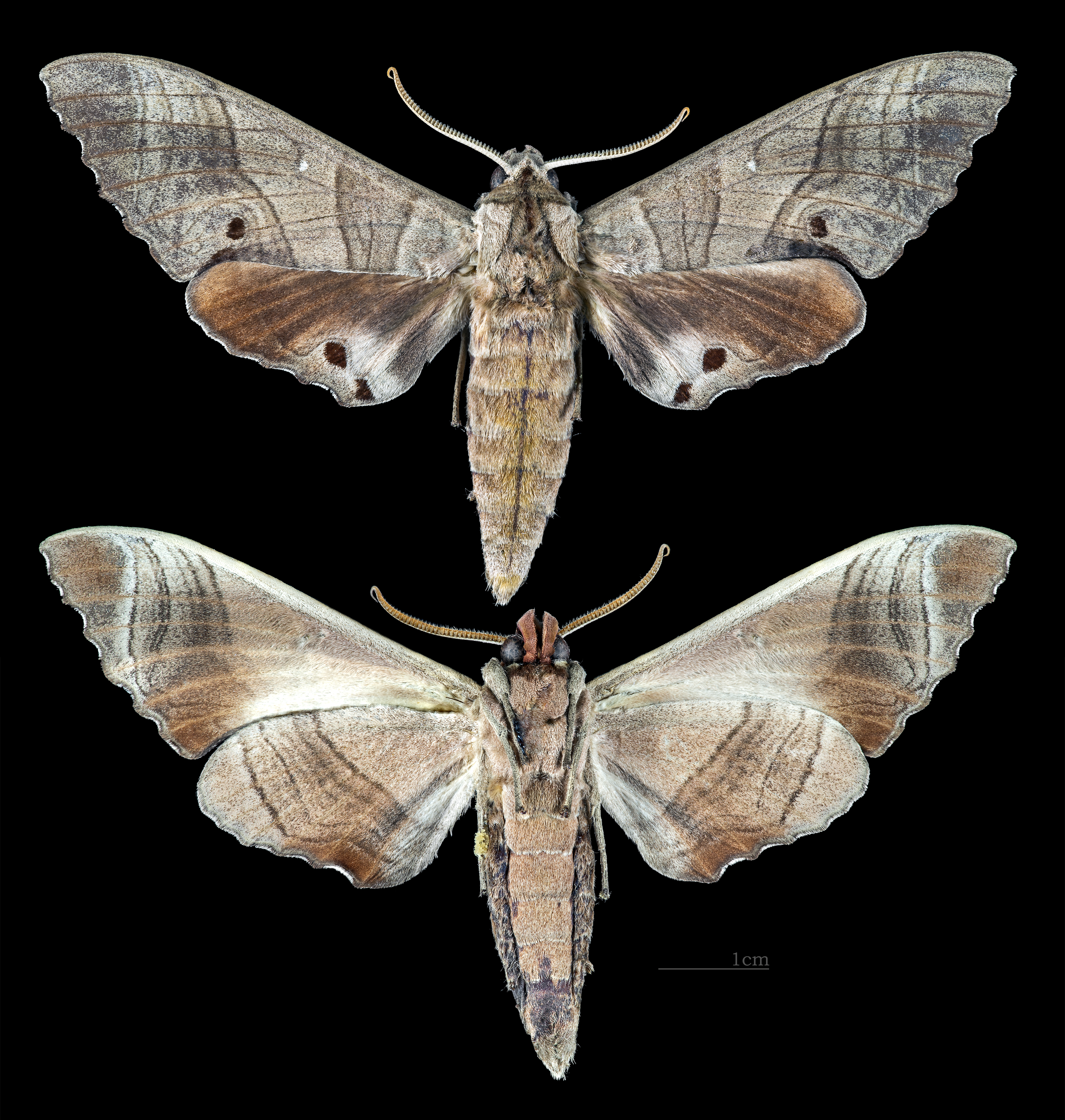
Marumba dyras
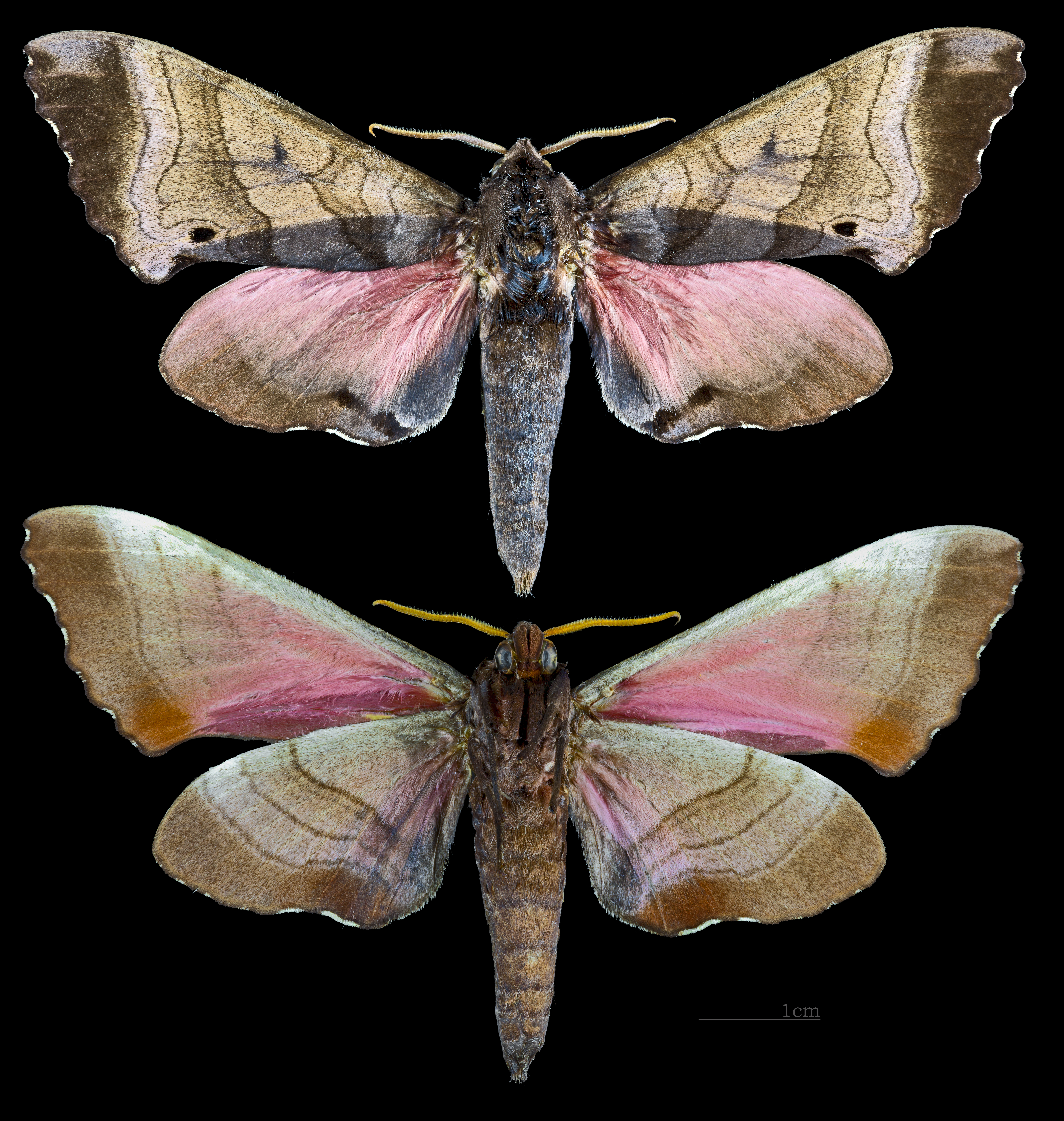
Marumba gaschkewitschii
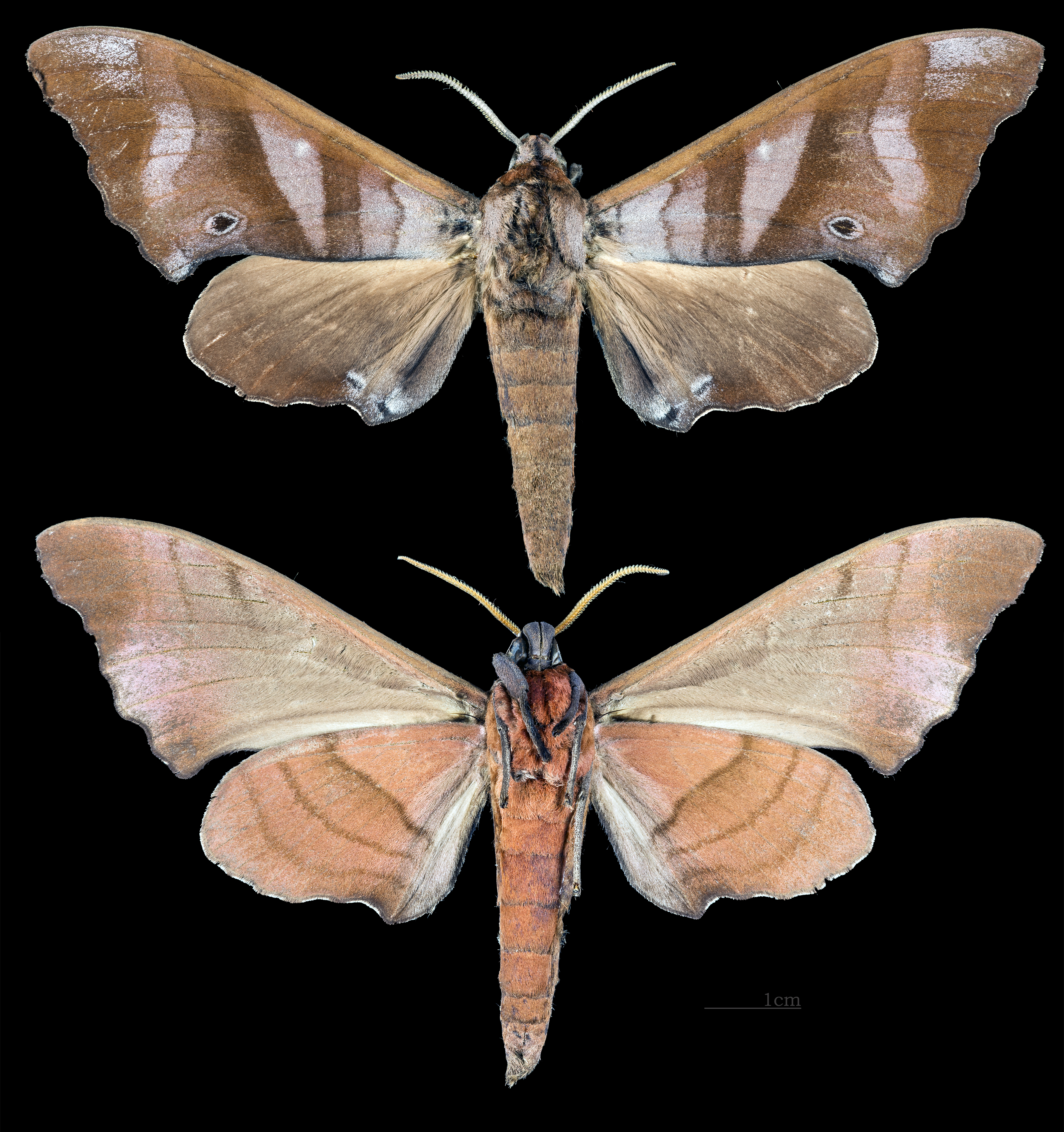
Marumba nympha
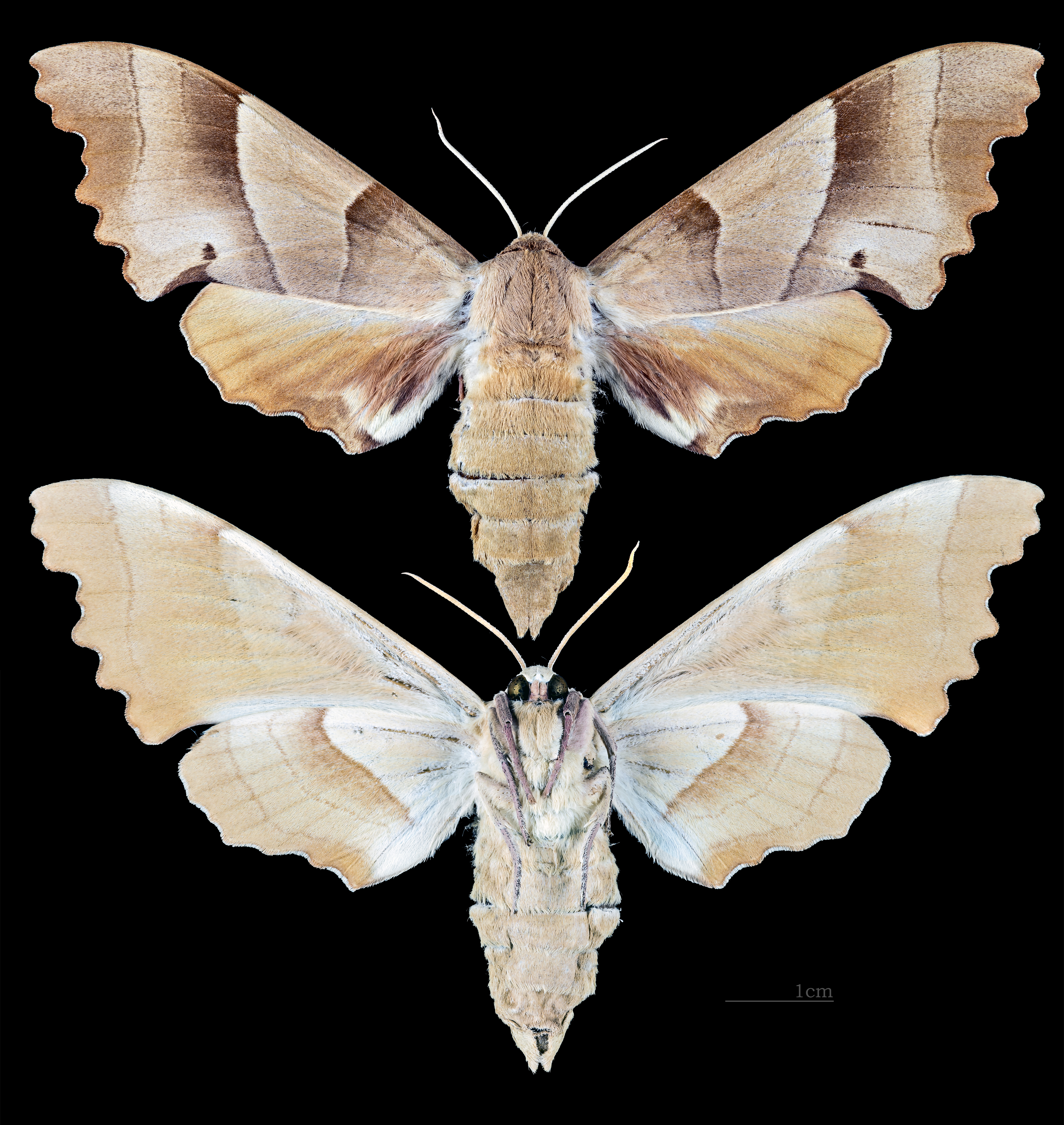
Marumba quercus – Eikenpijlstaart
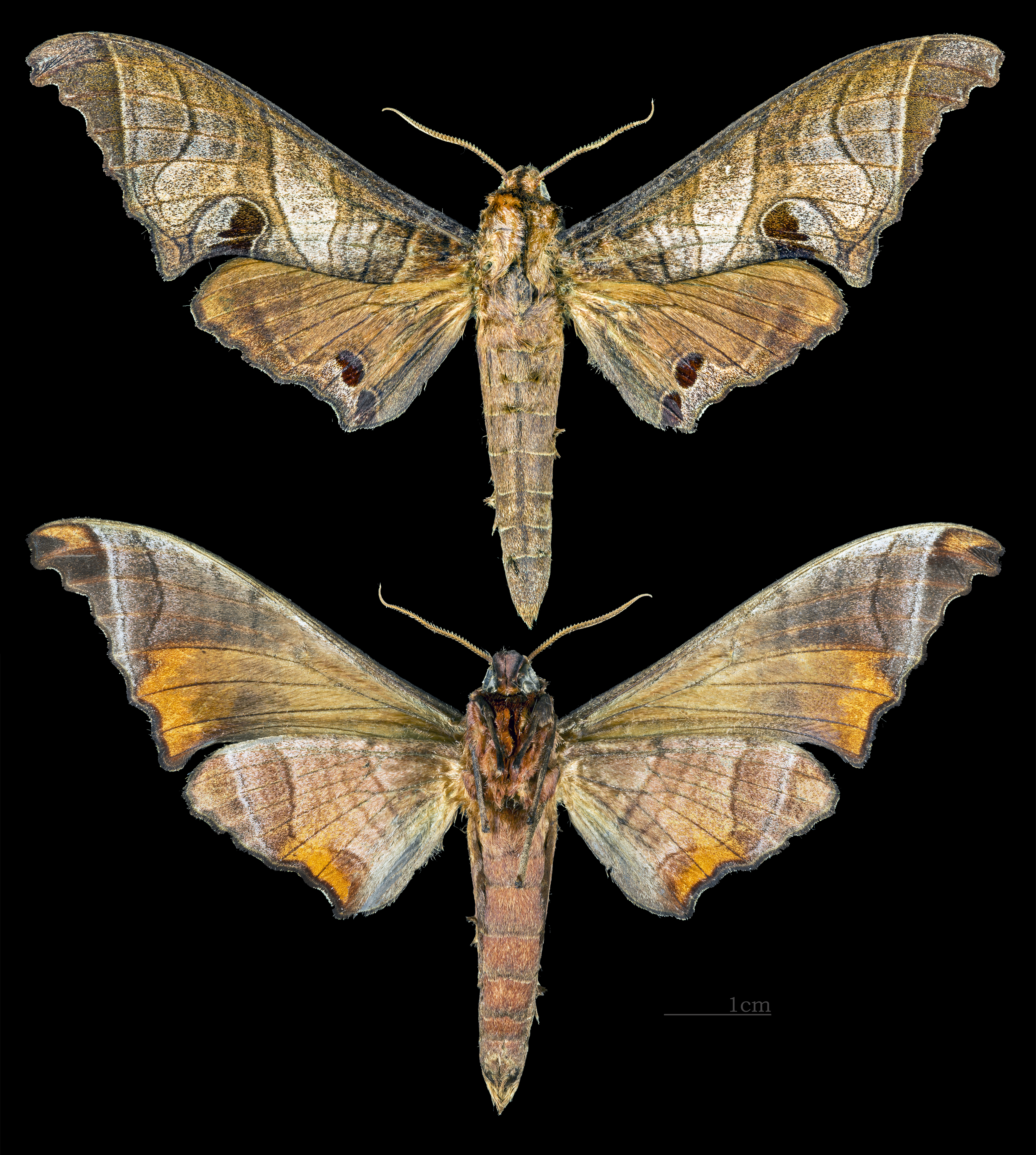
Marumba spectabilis
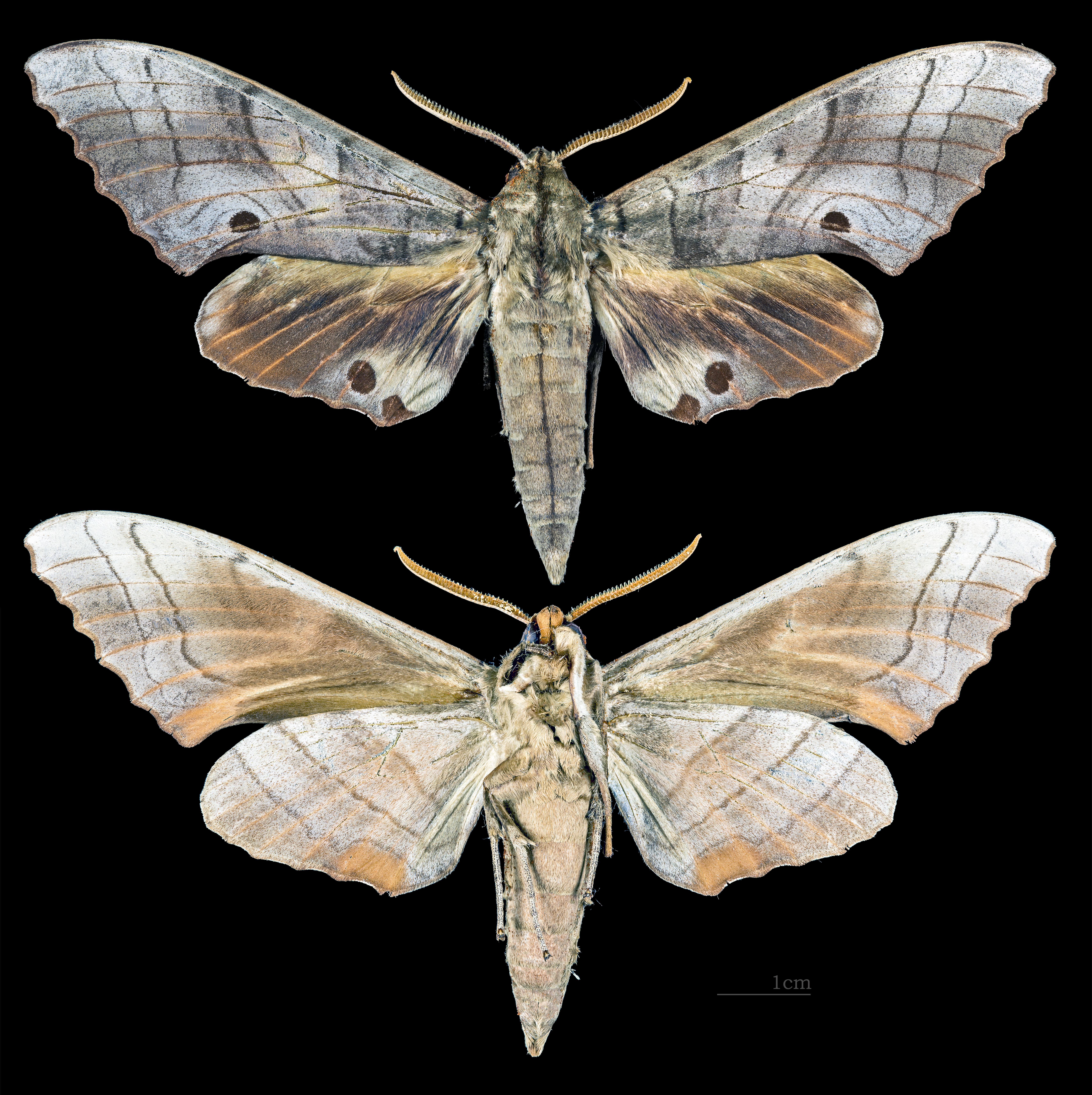
Marumba sperchius
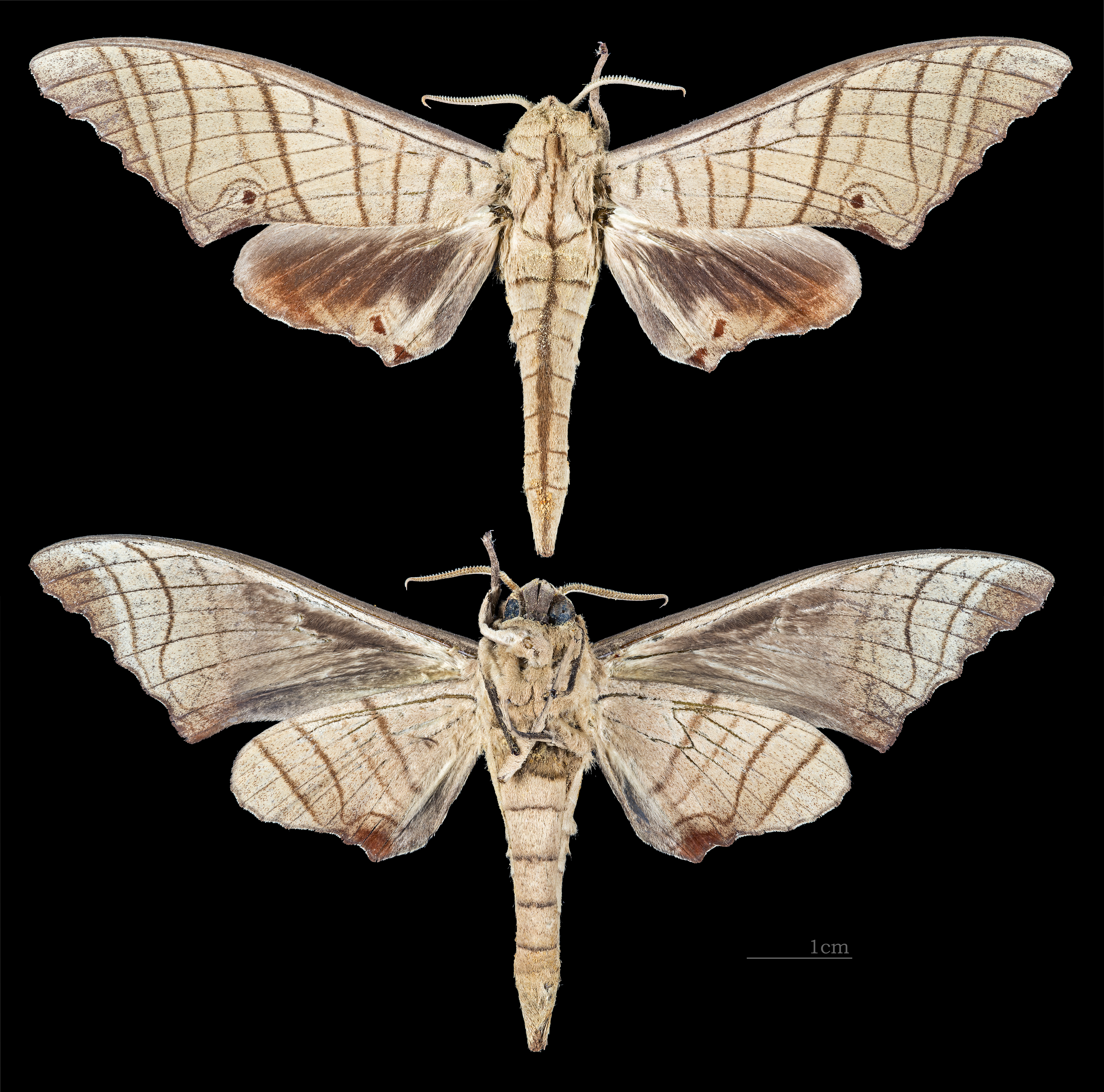
Marumba tigrina